# Epsilon Scorpii
Epsilon Scorpii (Wei, 26 Scorpii) é uma estrela na direção da constelação de Scorpius. Possui uma ascensão reta de 16h 50m 10.24s e uma declinação de −34° 17′ 33.4″. Sua magnitude aparente é igual a 2.29. Considerando sua distância de 65 anos-luz em relação à Terra, sua magnitude absoluta é igual a 0.78. Pertence à classe espectral K2IIIb. Na bandeira nacional representa o estado do Ceará.